# Мариан Скот

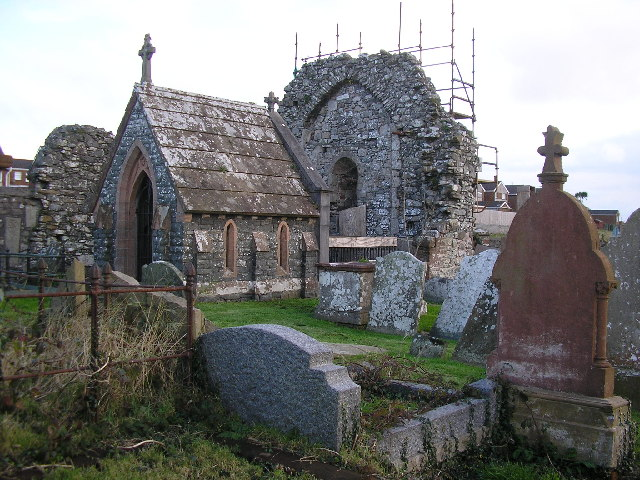
Руины аббатства Маг-Биле в Ньютаунардсе, графство Даун, Ольстер

Мариан Скот (лат. Marianus Scotus, ирл. Máel Brigte; 1028 — 22 декабря 1082 или 1083, Майнц) — германский хронист, монах-бенедиктинец, выходец из Ирландии, автор всемирной «Блистающей хроники» (лат. Cronica Clara). Его следует отличать от настоятеля бенедиктинского приората Св. Петра в Регенсбурге Мариана Скота (ум. 1088), также выходца из Ирландии и автора богословских сочинений.

## Биография

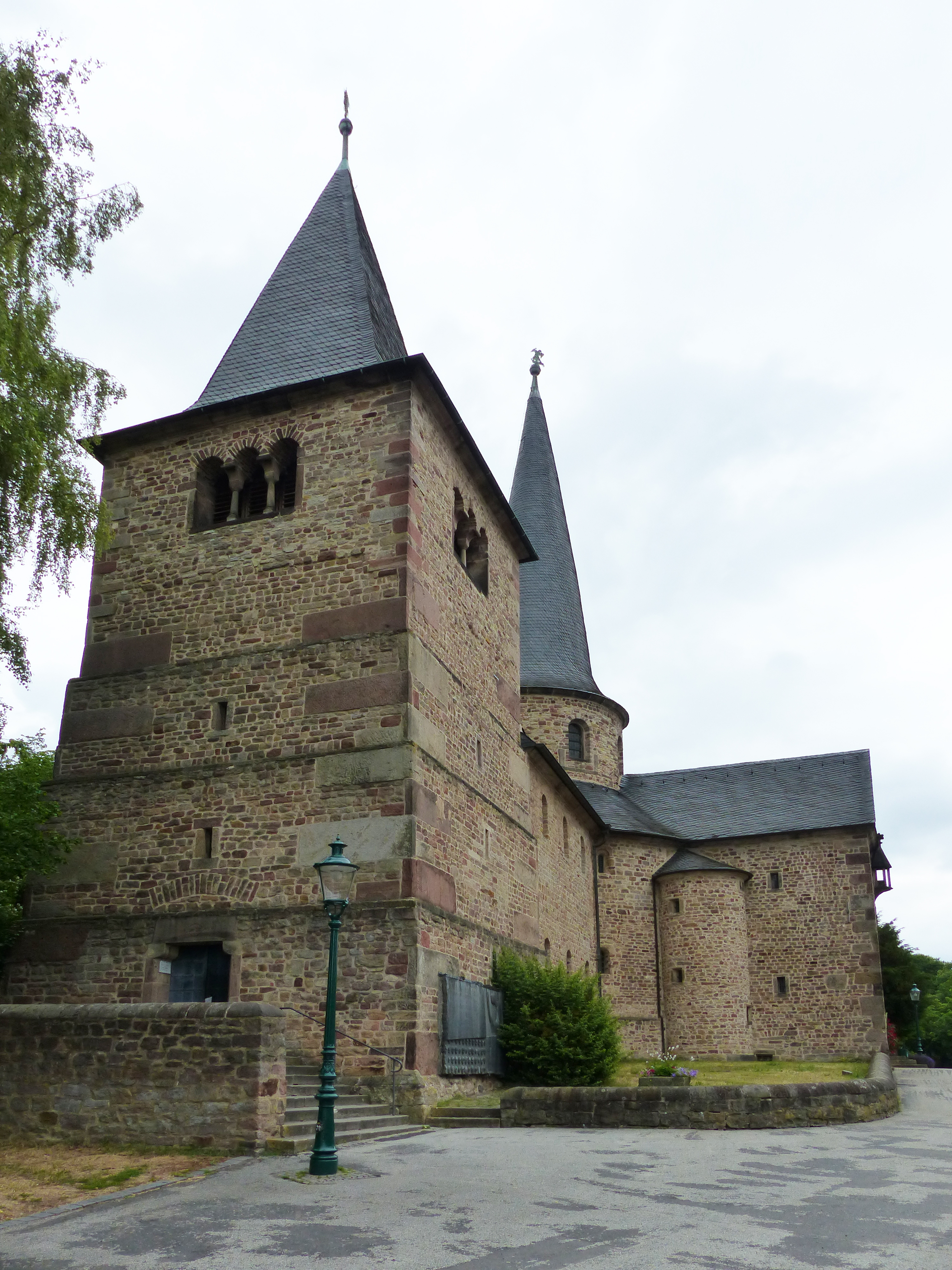
Церковь Св. Михаила, Фульда, IX в.

Скудные биографические сведения о нём можно извлечь лишь из его собственной хроники. Его родным ирландским именем, по-видимому, было Маэл Бригте, означающее «служитель Святой Бригитты», имя же Мариан он принял, вступив в 1052 году, в 24-летнем возрасте, в орден бенедиктинцев и постригшись в монастыре Маг-Биле в Ньютаунардсе в Северной Ирландии (совр. графство Даун, Ольстер). Являлся учеником известного ирландского богослова и анналиста Тигернаха Уа Брайна, служившего настоятелем в Клонмакнойсе (Ленстер) и Роскоммоне (Коннахт), но спустя четыре года был, по-видимому, изгнан последним из обители, вероятно, за нарушение монашеского устава.

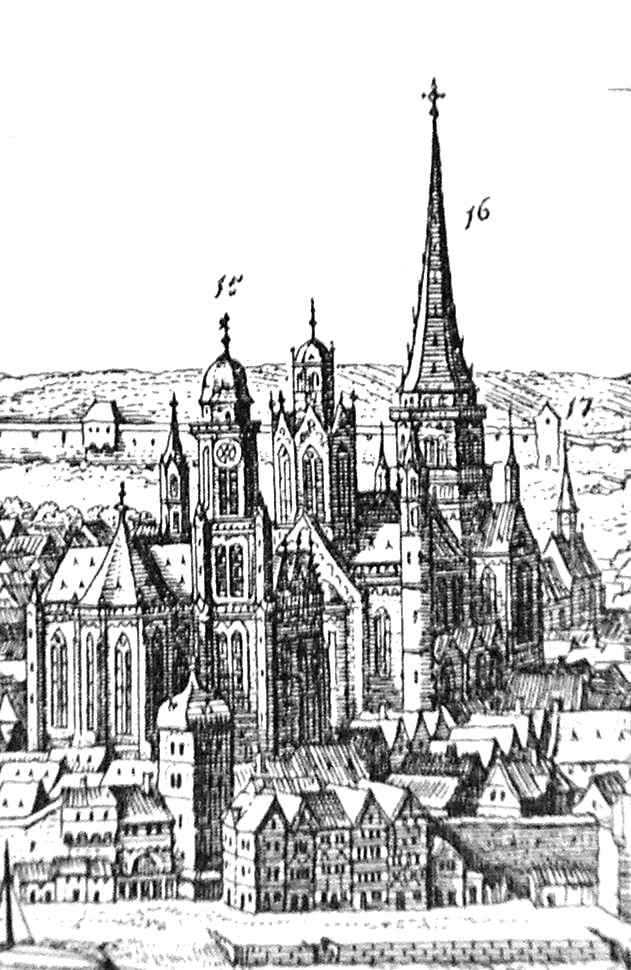
Майнцский кафедральный собор Святого Мартина и Святого Стефана. Гравюра Мериана Маттеуса (1633)

Около 1056 года, по его собственным словам, он перебрался на континент, первоначально подвизавшись в шотландском монастыре Святого Мартина в Кёльне, за что и получил своё прозвище «Скот» (лат. Scotus). Два года спустя он отправился в Фульду, затем посетил Падерборн, где посетил могилу ирландца Патерна, погибшего незадолго до этого при городском пожаре, а после отправился в Вюрцбург, где поклонился гробнице Св. Килиана и где в 1059 году рукоположён был в священники.
В 1060 году он возвратился в Фульду, где стал отшельником при гробнице Св. Амнихада (ум. 1043) в церкви Св. Михаила, но в 1069-м или 1070 году переехал в Майнц по распоряжению своего бывшего настоятеля Зигфрида, ставшего там архиепископом. Поселившись в качестве затворника в капелле Св. Варфоломея монастыря Св. Мартина, оставался там вплоть до самой своей смерти, занимаясь историческими трудами.
Умер в 1082 или 1083 году в Майнце, согласно сохранившемуся Мецскому некрологу, 22 декабря, и был похоронен в кафедральном соборе Св. Мартина. В ходе неоднократных перестроек собора в XII—XV и XIX веках могила была утрачена.

## Сочинения

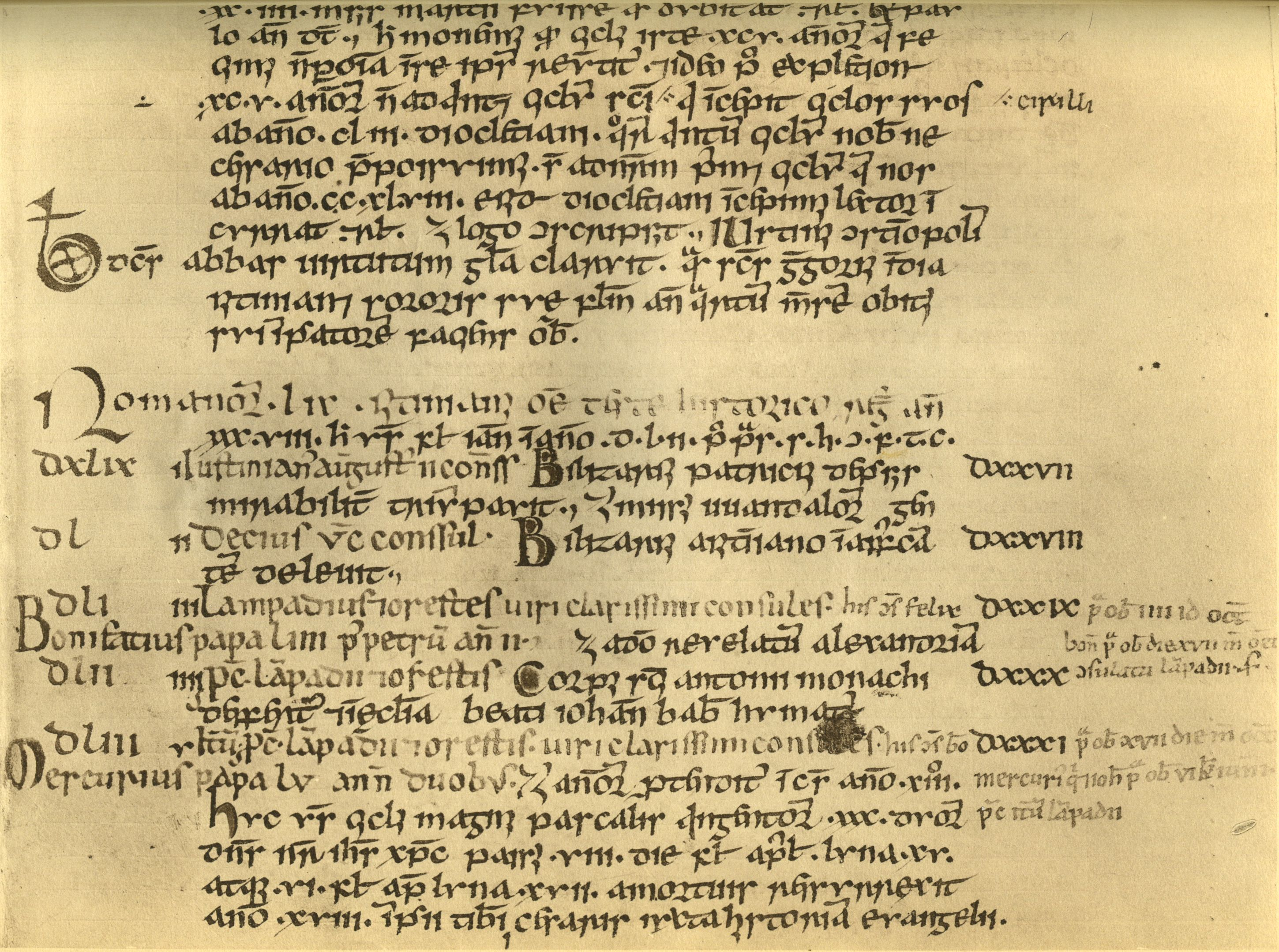
Лист рукописи хроники Мариана Скота из Ватиканской апостольской библиотеки, XI в.

Является автором «Блистающей», или «Правдивой хроники» (лат. Cronica Clara) в трёх книгах, первая из которых включает 22 глав, а вторая — 83. Чаще называемая просто Chronicon, она освещает мировую историю начиная с сотворения мира до 1082 года. Занимаясь её составлением с 1072 по 1076 год, и дополняя вплоть до самой своей смерти, Скот использовал в качестве основных источников «Церковную историю» Евсевия Кесарийского в латинском переводе Иеронима Стридонского (вторая пол. IV в. н. э.), «Историю против язычников» Павла Орозия (нач. V в.), «Сокращение хроник» Проспера Аквитанского (455), «Историю в трёх частях» Флавия Кассиодора (первая пол. VI в.), «Гетику» Иордана (сер. VI в.), «Этимологии» Исидора Севильского (нач. VII в.), «Церковную историю англов» Беды Достопочтенного (733), «Анналы королевства франков» (829), «Liber Pontificalis», а также сборник канонов и жития римских пап Аббона Флёрийского (нач. XI в.). Основными информаторами о современных ему событиях являлись клирики из окружения Майнцского архиепископа Зигфрида.
В предисловии к своему сочинению Скот выдвинул собственную хронологическую систему, исходившую из того, что дата рождения Иисуса Христа, установленная в VI столетии римским монахом Дионисием Малым, «опаздывает» на двадцать два года, отвергнутую большинством позднейших хронистов. Отправной точкой для его изысканий стали отмеченные ещё Бедой заметные расхождения между библейской хронологией Дионисия и церковно-историческими трудами. Исходя из собственных расчётов, Скот установил, что Христос родился на 4183 году со дня творения, датировав, в соответствии с латинской традицией, его распятие 25 марта 12 г. н. э.
В третьей книге своего труда Скот, в частности, переносит в соответствии со своими хронологическими выкладками традиционное начало Эры Диоклетиана с 285 года н. э. на 278 год, приводит известные ему даты и факты жизни ирландских святых, Св. Патрика, Св. Бригитты, Св. Колумбы и Св. Колумбана, а в приложении даёт список королей «Половины Конна» (ирл. Leth Cuinn) — северной части Ирландии. Помимо собственно исторических событий, его хроника представляет широкую картину миссионерской деятельности ирландского монашества в германских землях в X—XI веках.
Подробное и обстоятельное латинское сочинение Скота было очень популярно в Средние века, особенно в Англии, куда её рукопись привёз Роберт Лотарингский, епископ Херефорда (1079—1095), написав к ней введение и дополнив её сообщениями о местных событиях 1083—1087 годов. Хроникой Скота охотно пользовались как английские историки и хронисты XII века, в частности, Симеон Даремский, Иоанн Вустерский, Уильям Мальмсберийский, Ордерик Виталий, Генрих Хантингдонский, Гервасий Кентерберийский и Уолтер из Ковентри, так и авторы на континенте, где её использовал, к примеру, такой авторитет, как Сигеберт из Жамблу. В начале XIII века её продолжил Додечин, настоятель аббатства Святого Дизебода близ Трира, доведя изложение до 1200 года. В Англии хронологическая система Скота завоевала такой авторитет, что ещё в начале XIV столетия в поддержку её высказывался хронист Николай Тривет.
Приписывавшиеся Мариану Скоту церковные труды, в частности, комментарии к Священному Писанию, в реальности принадлежат его вышеназванному тёзке-аббату из Регенсбурга, а упоминаемое в качестве отдельной работы «Согласование евангелий» в действительности является второй книгой его хроники, содержащей хронологические выкладки автора.

## Рукописи и издания
Несмотря на широкую известность в Средние века, «Блистающая хроника» Мариана Скота сохранилась лишь в четырёх рукописях, две из которых относятся к XI веку. Из них одна, происходящая из майнцского монастыря Святого Мартина и хранящаяся в Апостольской библиотеке Ватикана (Palat. lat. 830), признаётся некоторыми исследователями автографической, частично созданной самим Мартином, частично переписанной под его диктовку писцом-ирландцем, а другая происходит из майнцского монастыря Святого Альбана и была привезена в Англию вышеназванным Робертом Лотарингским, а ныне находится в собрании Коттона Британской библиотеки (Cotton. Nero C.V). Она содержит альтернативное описание событий 1077—1082 годов, а также продолжение за 1083—1087 годы, принадлежащее безвестному херефордскому монаху. Остальные два списка хроники, один из монастыря Дизибоденберг близ Майнца, хранящийся в университетской библиотеке Иоганна Зенкенберга во Франкфурте-на-Майне (Barth. 140), и другой, из библиотеки Льежского университета (MS 242), датируются соответственно XIV и XV веками.
Впервые хроника была напечатана в 1559 году в Базеле профессором местного университета Иоганном Опорином по поздней франкфуртской рукописи XIV века, содержащей позднейшие вставки, в 1601 году по ней же переиздана во Франкфурте историком Иоганном Писториусом, а в 1726-м — в Регенсбурге энциклопедистом и библиотекарем Бурхардом Струве. Немецкий историк Георг Вайц, подготовивший в 1844 году её критическое издание для пятого тома «Monumenta Germaniae Historica» (серия Scriptores) использовал более исправный ватиканский манускрипт, но успел опубликовать только третью книгу, допустив при этом множество ошибок. В 1853 году публикацию Вайца практически без изменений перепечатал в Париже в 147 томе «Patrologia Latina» учёный аббат Жак Поль Минь (переиздано в 1879 г.). Полное академическое издание хроники отсутствует до сих пор.